# Schönbrunn (Zeulenroda-Triebes)
Schönbrunn ist ein Weiler im Ortsteil Arnsgrün-Bernsgrün-Pöllwitz der Stadt Zeulenroda-Triebes im Landkreis Greiz in Thüringen.

## Lage
Schönbrunn liegt im mittleren Vogtland östlich der thüringischen Landesstraße 2342 im Umfeld des Thüringer Schiefergebirges. Nachbarorte sind Bernsgrün im Süden und Arnsgrün im Osten.

## Geschichte
Am 23. Mai 1449 wurde der Weiler erstmals urkundlich erwähnt. Schönbrunn hatte im Jahr 1864 12 Häuser, in denen 181 Menschen wohnten. Es gehörte früher zu Bernsgrün. Zusammen mit anderen Orten wurde am 1. Juli 1999 die Gemeinde Vogtländisches Oberland gebildet. Mit Auflösung der Gemeinde am 31. Dezember 2012 kam der Ort zur Stadt Zeulenroda-Triebes, wo er seitdem Bestandteil des neugebildeten Ortsteils Arnsgrün-Bernsgrün-Pöllwitz ist.

## Söhne und Töchter des Ortes
- Christian Fröbisch (1830–1911), deutscher Gutsbesitzer und Politiker
- Hermann Fröbisch (1864–1927), deutscher Gutsbesitzer und Politiker